# Terceiro Mundo

Os países foram separados em "três mundos" durante a Guerra Fria, quando eram classificados de acordo com seus aliados.
Primeiro Mundo: os Estados Unidos e seus aliados.
Segundo Mundo: a União Soviética e seus aliados.
Terceiro Mundo: países não alinhados e neutros.

Terceiro Mundo é um termo da Teoria dos Mundos, originado na Guerra Fria, para descrever os países que se posicionaram como neutros na Guerra Fria, não se aliando nem aos Estados Unidos e os países que defendiam o capitalismo, e nem à União Soviética e os países que defendiam o socialismo.

## Histórico
O termo ''Terceiro mundo'' era a idealização do movimento e ''Terceiro-mundismo'' trata-se da prática, a primeira expressão de tal termo deu-se durante a reunião de países asiáticos e africanos que se emanciparam da colonização europeia, em abril de 1955, na Conferência de Bandung, na Indonésia. É a partir dessa denominação que esses países, considerados pobres e com sérios problemas sociais como a violência, a miséria extrema e a corrupção, buscaram chamar a atenção do mundo inteiro. Porém, englobava muitos países, assim havia divergência de interesses. As divergências internas impediam a tomada de posições mais nítidas e começou a ser articulado o Movimento dos Países Não-Alinhados. A conferencia de fundação desse movimento se realizou em Belgrado (Conferencia de Belgrado-1960). No entanto, muitos desses países acabaram depois cobiçados por forças políticas e sociais ligadas a cada uma das duas facções da Guerra Fria, a capitalista e a comunista, mas apesar disso os países de terceiro mundo produtores de petróleo passaram a financiar a dívida de países desenvolvidos tal qual Estados Unidos.
A articulação do terceiro-mundismo sofreu os primeiros golpes com a aproximação entre a China e os Estados Unidos, a partir de 1972, e com a crise do pan-arabismo, alguns anos depois. Na década de 1980, o fim das crises do petróleo que abalaram o Primeiro Mundo esvaziaram as políticas de desenvolvimento autônomo de nacionalização do petróleo, contribuindo para enfraquecer ainda mais o Movimento dos Países Não-Alinhados o que fez que investidores estrangeiros conseguissem facilidades nesses países o que também gerou crise nas dívidas durante a década de 90 e com isso o FMI recomendou aos países pobres produtores de petróleo que baixassem o preço da mercadoria.